# Stop Draggin' My Heart Around
Stop Draggin' My Heart Around es una exitosa canción por la cantante americana Stevie Nicks y el primer sencillo de su exitoso álbum Bella Donna. Esta es la única canción en Bella Donna que no fue escrita por Nicks
" Stop Draggin' My Heart Around " es una canción grabada por Stevie Nicks y Tom Petty and the Heartbreakers y lanzada como el primer sencillo del álbum debut de Nicks en solitario Bella Donna (1981). La canción es la única canción del álbum que no fue escrita ni coescrita por Nicks. Escrito por Tom Petty y Mike Campbell como una canción de Tom Petty and the Heartbreakers, Jimmy Iovine, que también trabajaba para Stevie Nicks en ese momento, arregló para que ella cantara en ella. Petty cantó con Nicks en el coro y el puente, mientras que toda su banda tocó en la canción con la excepción de Ron Blair, quien fue reemplazado por el bajista Donald "Duck" Dunn para la grabación.
Una interpretación de la canción en el estudio fue utilizada como el video promocional. El video fue el 25.º video que se reproba en la fecha de lanzamiento de MTV el 1 de agosto de 1981. Petty y Nicks también cantaron juntos en las canciones "Insider" (del álbum Hard Promises (1981) de Petty) y "I Will Run to You " (del álbum de Nicks, The Wild Side (1983)), y frecuentemente interpretaron versiones en vivo improvisadas de estos y los años 60 clásicos " Needles and Pins " en muchos shows hasta la década de 1980.
La canción alcanzó el n.º 3 en el Billboard Hot 100 por seis semanas consecutivas, (el mayor éxito en solitario de Nicks y el mayor éxito de los Heartbreakers también). Sin embargo, en el Reino Unido, la canción sólo logró llegar al n.º 50.
Un show en el estudio fue usado como el video oficial de la canción, Petty y Nicks han cantado juntos en numerables ocasiones por ejemplo "I Will Run To You" para "The Wild Heart", Needles and Pins para shows de los 80s y "Insider" para el álbum Hard Promises de Tom Petty.
- Datos: Q3973843